# قطعة الخيط (قصة قصيرة)
قطعة الخيط (بالفرنسية: La Ficelle)‏ هي قصة قصيرة للكاتب الفرنسي جي دو موباسان، نشرها سنةَ 1883 في جريدة لُو جُولْوَا.

## ملخص القصة
كان يوم السوق في مدينة نورماندية تدعى Goderville الذي يجتمع بها المزارعين لبيع منتجاتهم وقد كان سيد Hauchecorne المعروف ببخله هناك. قام سيد Hauchecorne بالتقاط قطعة من الخيط رغم ألام ظهره لاعتقاده انها ستكون مفيدة حيث شوهد من قبل السيد Malandain .
وفي وقت لاحق، أعلن منادي المدينة أن السيد Houlbréque فقد محفظته في السوق. واتهم سيد Hauchecorne بأنه وجد المحفظة وأبقاها معه، بعد ان تم الإبلاغ عنه بواسطة السيد Malandain، قام المحافظ بمواجهته بهذا الاتهام في المطعم حيث يجتمع سكان القرية حاول Hauchcorne إثبات براءته بقوله: «لقد كانت قطعة خيط..» وقام بإخراج قطعة الخيط من جيبه لكنه لم ينجح فسكان القرية مقتنعين بأنه السارق لانهم يثقون في السيد Malandain والمحافظ (العمدة) ثقة عمياء. وفي وقت لاحق، أحد عمال المزارع Marius Paumelle وجد المحفظة على الطريق واعطاها إلى السيد Hauchecorne ، الذي اعتقد انه سيكون دليل براءته. لكن لا أحد صدق قصته بل سخروا منه، والبعض اعتقد ان المزارع شريكه في جريمته.و اصبحوا يسردون قصة «قطعة الخيط» للتسلية غير عابئين بالسيد Hauchecorne الذي عانى من الظلم واشتد به مرضه المزمن حتى أصبح يهلوس وبينما هو يحتضر كانت كلماته الاخيرة قبل موته:«لقد كانت قطعة خيط....»